# Mladějov
Mladějov je obec v okrese Jičín v Královéhradeckém kraji. Žije v ní 554 obyvatel.

## Historie
První písemná zmínka o obci pochází z roku 1352.

## Těžba sklářských písků

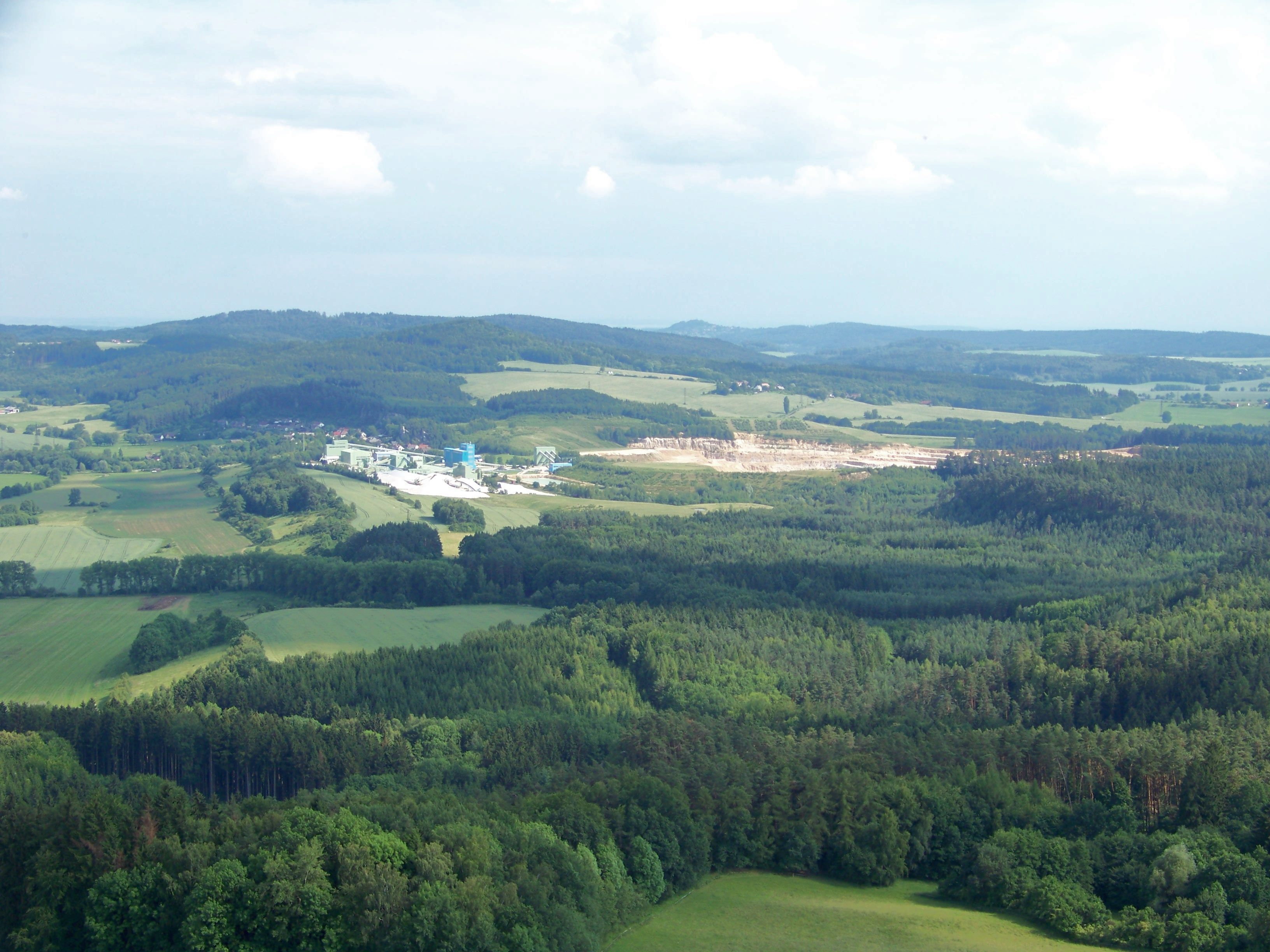
Těžba písku mezi Mladějovem a Hrdoňovicemi

Na území obce se nachází velký lom, v němž jsou těženy sklářské písky. Těžební prostor má rozlohu 1,7 km². Toto ložisko je největším prostorem těžby kvalitních sklářských písků na území České republiky. Zhruba 40% vytěžené suroviny je transportována do skláren po železnici - ze stanice Libuň na železniční trati z Turnova do Hradce Králové vede na okraj těžebního prostoru poblíž Hrdoňovic železniční vlečka.
Původně byl v prostoru severně od Mladějova a Střelče těžen kvádrový kaolinický pískovec, který byl používán jako stavební kámen. Byly z něj vyráběny též dlažby, schody, brusné kotouče nebo pomníky. Pískovec od Mladějova byl použit například při stavbě budovy Ministerstva obchodu v Praze, jednoho z kostelů v Hradci Králové a nemocnic v Jilemnici a Jičíně. Nejstarší písemná zmínka o těžbě pískovce u Střelče je z roku 1893.

## Obyvatelstvo
| Rok            | 1869  | 1880  | 1890  | 1900  | 1910  | 1921  | 1930  | 1950 | 1961 | 1970 | 1980 | 1991 | 2001 | 2011 | 2021 |
| -------------- | ----- | ----- | ----- | ----- | ----- | ----- | ----- | ---- | ---- | ---- | ---- | ---- | ---- | ---- | ---- |
| Počet obyvatel | 1 214 | 1 261 | 1 169 | 1 148 | 1 219 | 1 176 | 1 096 | 871  | 851  | 801  | 676  | 575  | 525  | 476  | 493  |
| Počet domů     | 195   | 222   | 229   | 236   | 236   | 243   | 257   | 263  | 237  | 227  | 184  | 261  | 272  | 284  | 271  |

## Obecní správa

### Části obce
- Mladějov včetně zaniklé osady Skaříšov[9]
- Bacov
- Hubojedy
- Kozlov
- Loveč
- Pařízek
- Roveň
- Střeleč

### Obecní symboly
Dne 25. dubna 2018 Poslanecká sněmovna schválila usnesením výboru pro vědu, vzdělání, kulturu, mládež a tělovýchovu udělení znaku obce. Znak byl obci udělen rozhodnutím předsedy Poslanecké sněmovny Parlamentu České republiky dne 3. května 2018 a vlajka byla obci udělena rozhodnutím předsedy PSP ČR dne 14. prosince 2018.

## Dostupnost
Na jihozápadním okraji zastavěného území se nachází železniční stanice Mladějov v Čechách, ležící na železniční trati z Mladé Boleslavi do Libuně a Staré Paky, dokončené v roce 1906. V pracovní dny do Mladějova zajíždí z Jičína šest autobusových spojů. Od autobusové zastávky v centru obce vychází červeně značená turistická cesta, která vede na východ přes hrad Pařez a Prachovské skály až do Jičína. Severně k hradu Trosky směřuje modře značená turistická stezka. Mladějovem prochází dálková cyklotrasa č. 14, která vede z Rožďalovic až na hraniční přechod s Polskem Hrádek nad Nisou - Porajów.

## Pamětihodnosti

### Zámek Mladějov
První písemné zmínky o mladějovské tvrzi jsou ze 14. století. Až do 17. století se pravděpodobně jednalo a dřevěnou stavbu. Roku 1623 byla tvrz prodána Albrechtovi z Valdštejna a Mladějov byl veden jako součást panství Kost.

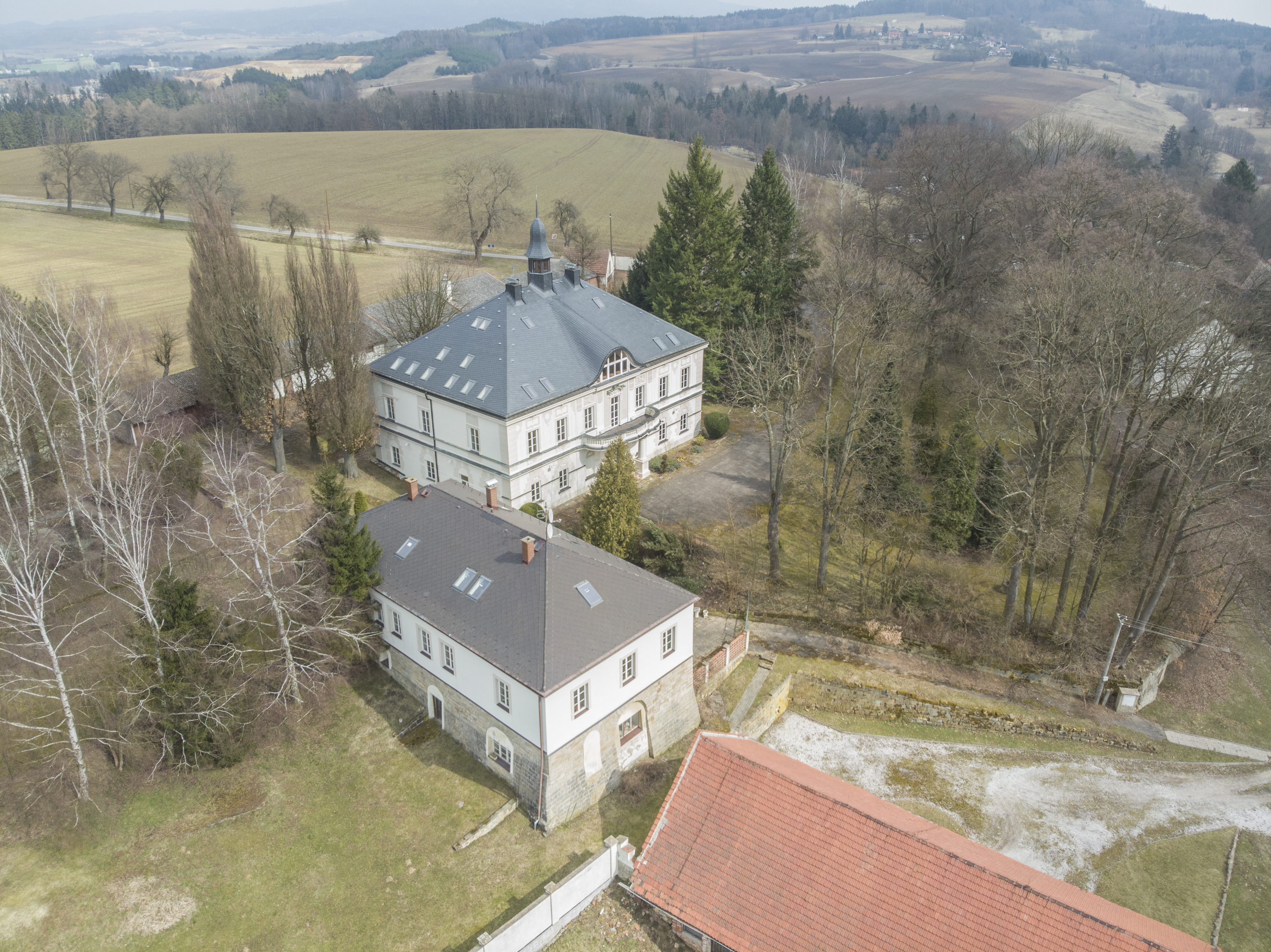
Zámek v Mladějově

Po Valdštejnově zavraždění v roce 1634 se majitelé tvrze střídali. Po roce 1738 nová majitelka panství, svobodná paní Anna Terezie Unwertová, nechala středověké sídlo přestavět v klasicistní zámek.
V roce 1778, během války o bavorské dědictví, měl na mladějovském zámku svůj hlavní štáb císař Josef II. V první polovině 19. stol. zámek často navštěvoval ředitel pražské techniky František Josef Gerstner, autor projektu stavby koněspřežné dráhy České Budějovice – Linec. V červnu roku 1832 zde strávil u své dcery i poslední dva týdny svého života a je pohřben na místním hřbitově. V 20. století nechali noví majitelé, jejichž potomkům byl zámek vrácen v rámci restitucí v roce 1992, svoje sídlo přestavět do pseudobarokní podoby. V noci na 3. ledna 2002 zámek zcela vyhořel, příčiny požáru nebyly nikdy objasněny. Během následujících tří let se však majitelům podařilo budovu zámku opět obnovit.

### Kostel svatého Jiljí
V obci se nachází gotický kostel svatého Jiljí ze 14. století, který byl roku 1786 zčásti částečně upraven v barokním slohu. V jeho sousedství se nachází mohutná dřevěná hranolová zvonice z roku 1793. Součástí komplexu církevních staveb je dále barokní fara z roku 1740 a barokní socha svatého Linharta.
V seznamu nemovitých kulturních památek, nacházejících se na katastrálním území Mladějov v Čechách, je kromě kostela svatého Jiljí, sochy svatého Linharta a dvoupatrové dřevěné zvonice zapsán též náhrobek Františka Josefa Gerstnera. Mladějovský zámek byl pod katalogovým číslem 1000141097 zapsán na státním seznamu nemovitých památek do 20. ledna 2003, následně z důvodu změn po požáru bylo od památkové ochrany tohoto objektu upuštěno.

## Galerie

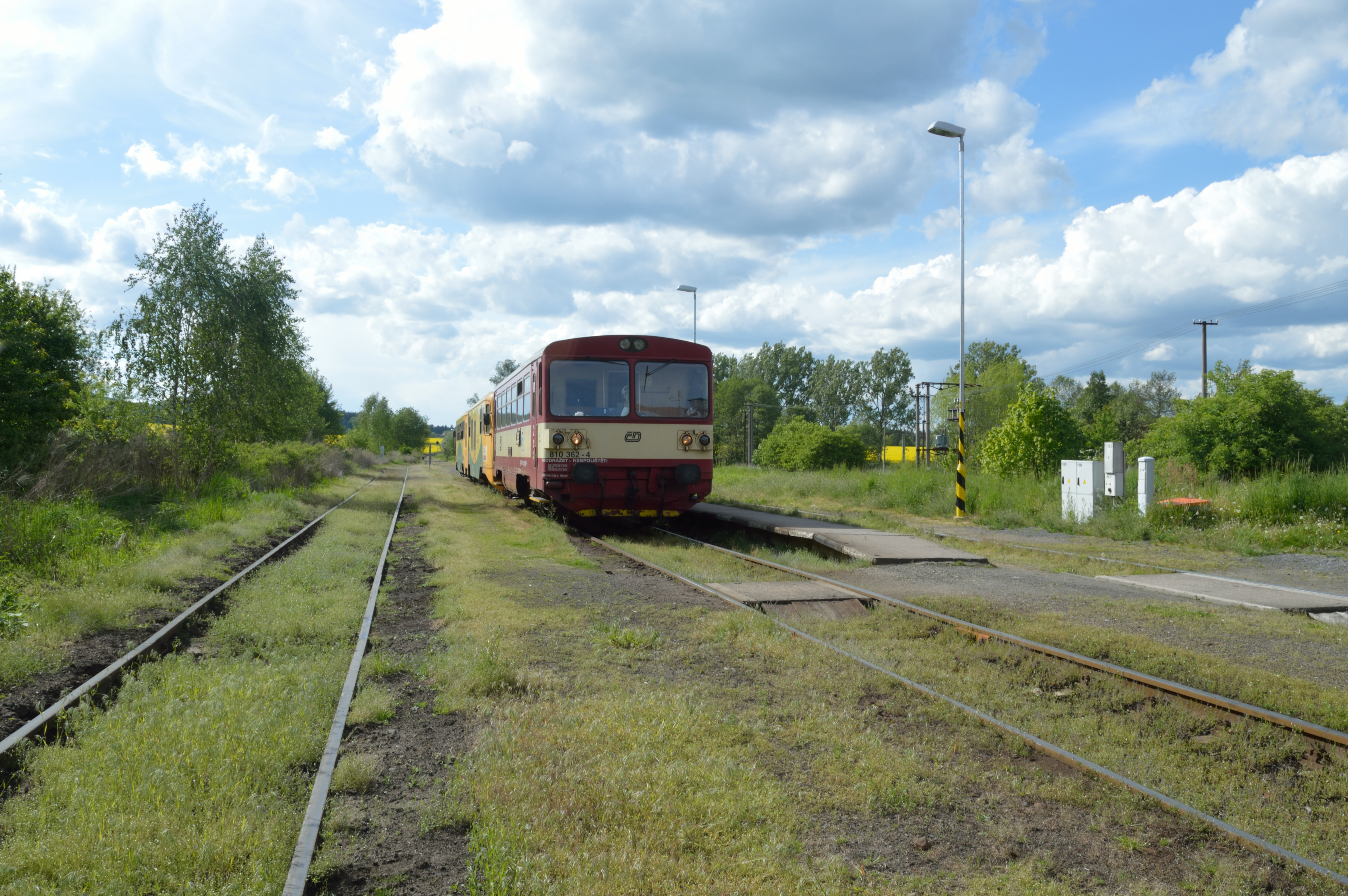
Železniční zastávka v Mladějově
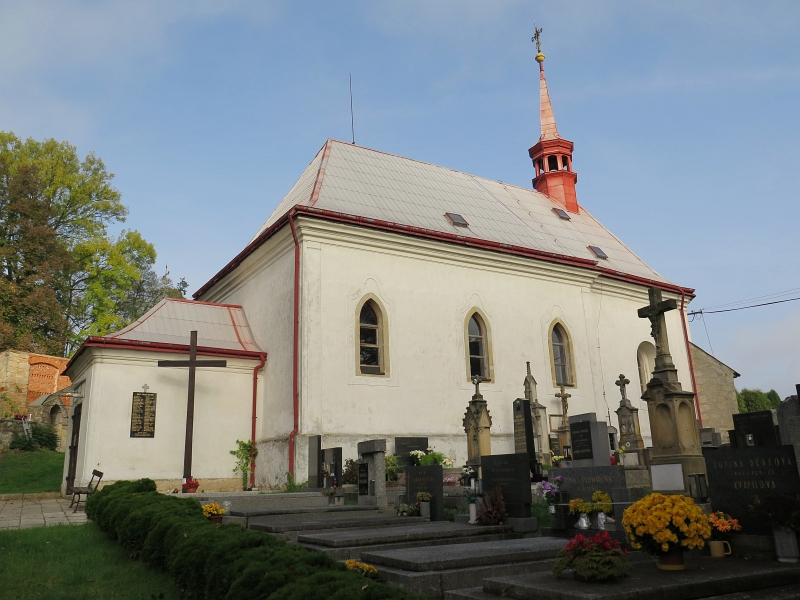
Kostel svatého Jiljí
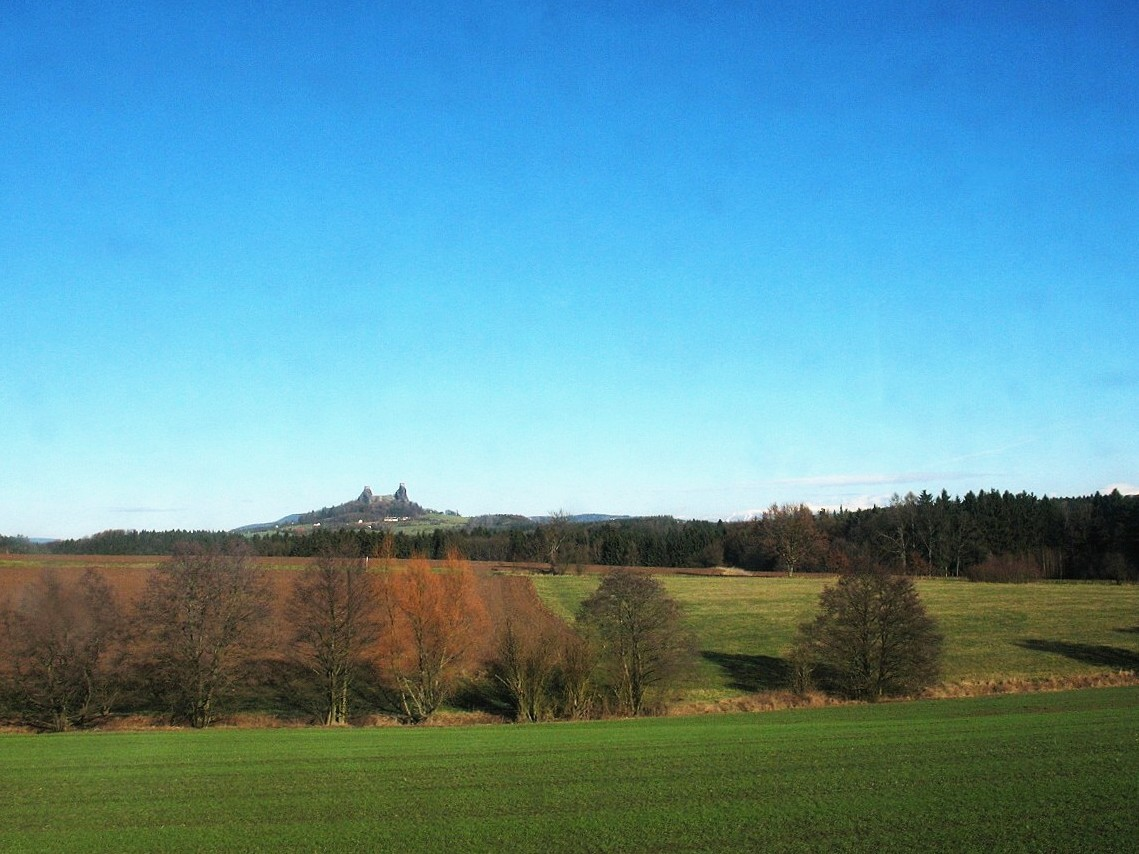
Pohled od Mladějova směrem k Troskám
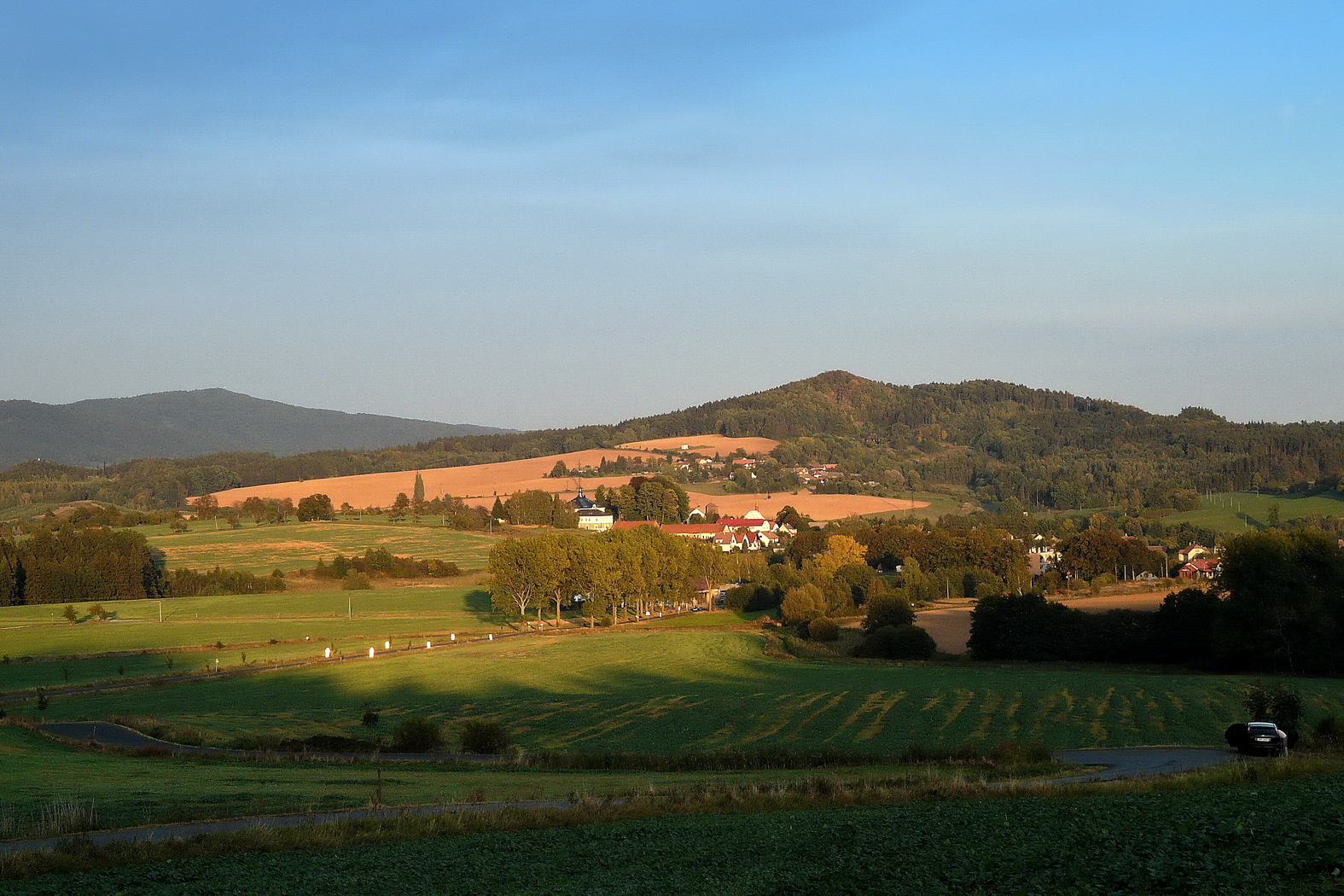
Velká hora nad Mladějovem